# Polemonium majus
Polemonium majus är en blågullsväxtart som beskrevs av Tolmatchew. Polemonium majus ingår i släktet blågullssläktet, och familjen blågullsväxter. Inga underarter finns listade i Catalogue of Life.